# Усадьба Хованского
Усадьба князя В. А. Хованского (усадьба графа В. А. Бобринского, дом Военно-окружного суда) — одно из старейших зданий, сохранившихся на Арбате.

## История
Здание возведено на красной стороне улицы в конце XVIII века. Свой ампирный облик, сохранившийся до наших дней, оно приобрело во время реставрации после Московского пожара 1812 года. Существующая обработка фасадов сохранилась с 1834 года.
В 1799 году в стенах усадьбы родился историк и дипломат, автор мемуаров о пушкинском времени, изданных в Москве в 1899 году, Дмитрий Николаевич Свербеев. В 1820-х годах имение перешло во владение внука императрицы Екатерины II и основателя третьей («бобриковской») ветви рода Бобринских В. А. Бобринского.
В 1806 году усадьба принадлежала А. А. Всеволжскому.
В 1825—1827 годы дом и каменные служебные пристройки были значительно расширены и заняли практически весь двор.
В 1834—1835 годах в здании проживала актриса Екатерина Семёнова-Гагарина — звезда петербургской сцены.
С 1836 года здесь обитал К. А. Нарышкин — дядя писателя В. А. Соллогуба.
В конце 1840-х годах владение поступает в Военное ведомство, здесь разместилась Провиантская комиссия, затем многочисленные судебные учреждения. При советской власти дом был национализирован, но оставался при военной части. Долгое время помещение было определено для Военного суда Московского округа. По решению Моссовета от 30 июня 1983 года в этом доме планировалось организовать Музей декабристов, однако грянувшая Перестройка изменила планы. Сейчас[когда?]

 планируется создание Литературного музея.
Здание является объектом культурного наследия федерального значения.

## Архитектура
Интерес представляет стена дома, выходящая в Кривоарбатский переулок и в просторечии называющаяся «стеной Цоя»: здесь собираются поклонники погибшего Виктора Цоя — звезды советской рок-музыки. На стене (и даже на стенах домов противоположной стороны переулка) находятся посвящённые Цою надписи и изображения Цоя.
Объём усадьбы с удлинённым левым крылом воспринимается как единый монументальный массив с окнами, сгруппированными в три сложные композиции и представляющими причудливый ритм с нарядным рельефным декором.